# Vía pecuaria

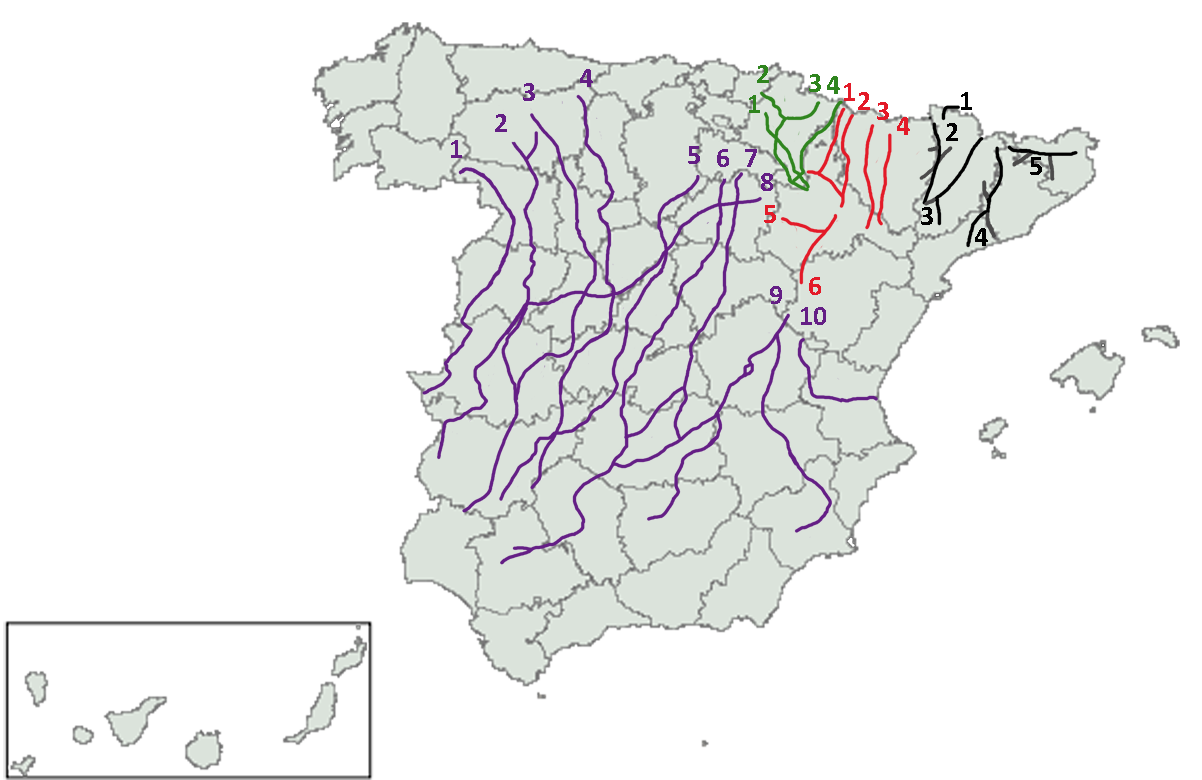
Principales vías pecuarias españolas.

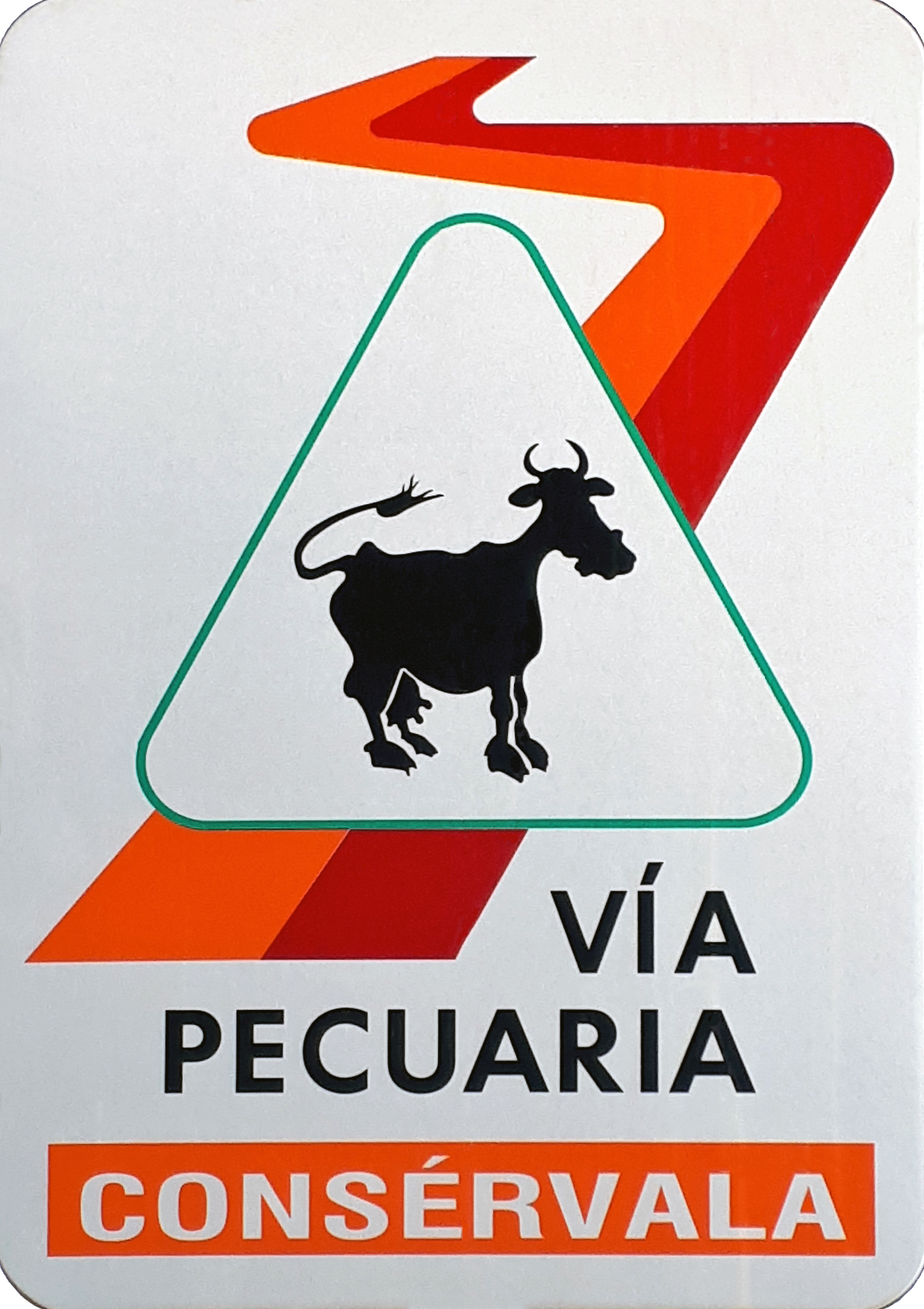
Cartel de vía pecuaria en Alcalá de Henares.

Las vías pecuarias o "cabañeras" son caminos de trashumancia que unen los lugares tradicionales de pastoreo de España para que los pastores y ganaderos puedan llevar el ganado caprino, ovino y bovino a los mejores pastos aprovechando la bonanza del clima: a los puertos o zonas de pastos de alta montaña en verano o a zonas más llanas y de clima más templado en inviernos extremos. Las vías pecuarias se diferencian entre sí y adquieren su nombre según su anchura. 
Además, las vías pecuarias son grandes fuentes biológicas puesto que en ellas crecen diversos tipos de vegetación y son el hábitat de diferentes especies animales. Por otro lado, son canales de comunicación, rutas llanas y rectas que se enclavan entre los montes facilitando el paso entre poblaciones ya que son los caminos más cortos y fáciles de transitar.
Las vías pecuarias suponen unos 125.000 km de rutas para la trashumancia en España, el 1% de su territorio, unas 450.000 hectáreas. Jurídicamente, en España, las vías pecuarias son bienes de dominio público cuya titularidad ejercen las comunidades autónomas siendo esta protección jurídica la que las hace únicas en Europa. 
Su régimen jurídico básico en España está regulado en la actualidad por la Ley 3/95 de vías pecuarias, que define las vías pecuarias como rutas o itinerarios por donde discurre o ha venido discurriendo tradicionalmente el tránsito ganadero. El tránsito ganadero asociado a las vías pecuarias puede ser:
- Estante o local, utilizado por las cabañas comunales que no salen del municipio.
- Trasterminante, los rebaños traspasan -transterminan-el término jurisdiccional de sus municipios y pasan a utilizar dehesas de pueblos vecinos.Normalmente son recorridos inferiores a 100 km .
- Trashumante, el de los grandes desplazamientos semianuales, donde las cabañas en invierno, debido al frío y la nieve que reduce la superficie de los pastos en el norte, se dirigen a los invernaderos del Sur de Castilla, Andalucía, Extremadura, Valle del Ebro y Levante. En verano, retoman el camino, volviendo a las montañas del norte de España (agostaderos).

En el artículo 3.1.d de la Ley 3/1995 sobre la actuación de las comunidades autónomas se encuentra uno de los fines marcados por dicha ley: Asegurar la adecuada conservación de las vías pecuarias, así como de otros elementos ambientales o culturalmente valiosos, directamente vinculados a ellas, mediante la adopción de las medidas de protección y restauración necesarias. 
Sin embargo, en numerosas ocasiones no se respeta el ámbito legal y las vías pecuarias se convierten en caminos asfaltados o urbanizados. Entre las consecuencias ambientales que se dan al urbanizar una vía pecuaria se encuentran el aumento de incendios intencionados, la pérdida de vegetación y de biodiversidad, la aparición de vertederos improvisados, la contaminación del subsuelo con aguas domésticas y la pérdida de un patrimonio público que pasa de forma ilegal a unas pocas personas.Las vías pecuarias en las zonas de crecimiento urbano de las ciudades y pueblos están en el trance de desaparecer, salvo que se tomen medidas enérgicas de carácter legal que lo impidan.
Este es el caso que presentaba en el año 2005 la asociación El Taller Verde de Marchena, en Sevilla. En su boletín informativo JARDA daban a conocer el problema de la Cañada Real de Pruna, ejemplo de ocupación y contaminación de una vía pecuaria calificado por ellos como un "atentado al medioambiente".
Otro ejemplo de irrespetuosidad con el medio ambiente es el que denunciaba en el 2003 Izquierda Unida junto con Ecologistas en Acción al haberse asfaltado varios kilómetros de una vía pecuaria en el municipio toledano de Illescas.

## Tipos de vías pecuarias

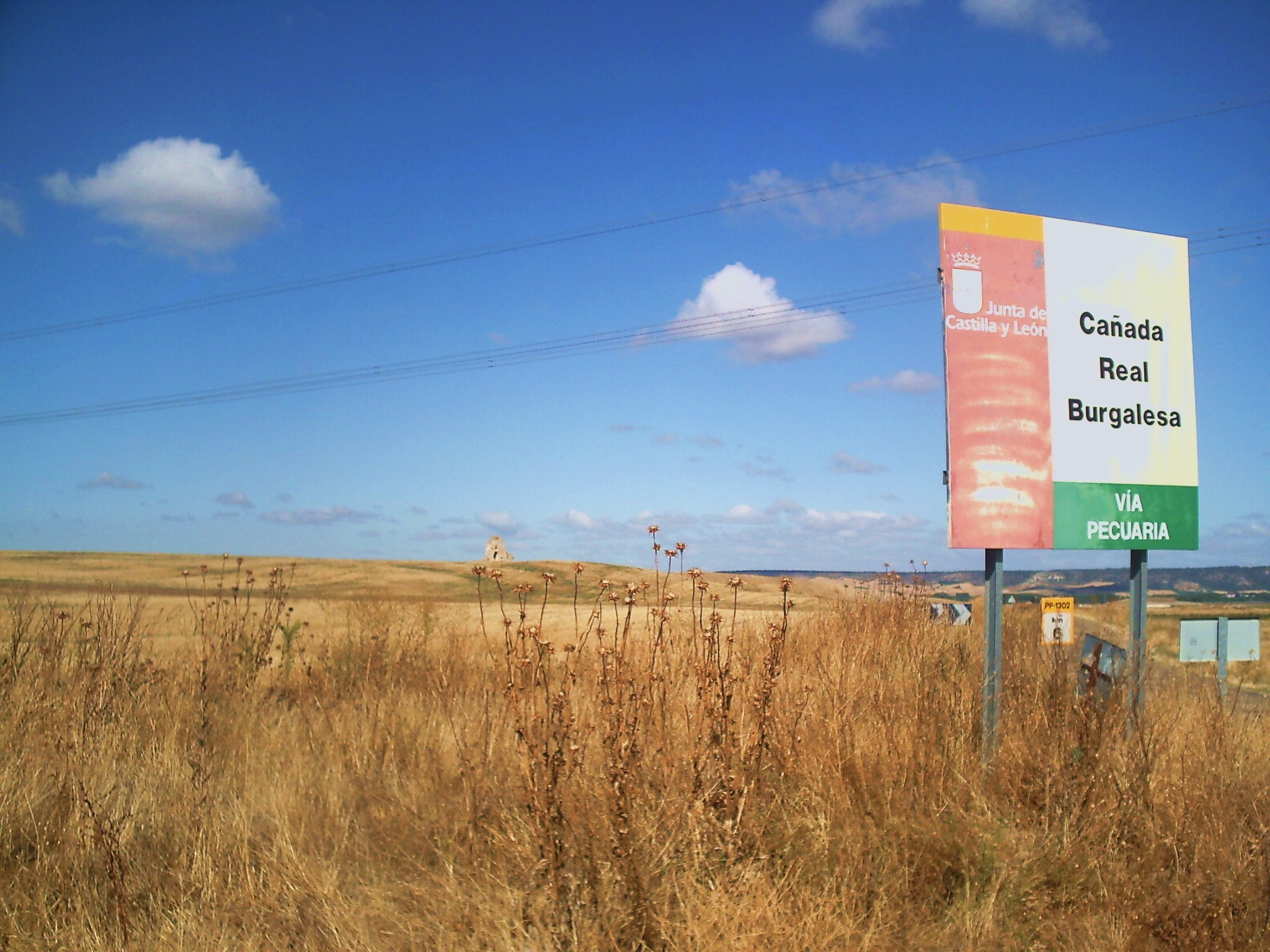
Cañada Real Burgalesa, a su paso por Valdecañas de Cerrato, con las ruinas al fondo de Valdecañuelas.

Cañadas, cordeles, veredas, descansaderos, majadas, abrevaderos y contaderos forman parte del intrincado sistema que forma las vías pecuarias, con distintos y numerosos nombres locales.
Dependiendo del lugar donde se encuentren, las cañadas reales tienen denominaciones diferentes. Por ejemplo, en Andalucía se les conoce como veredas de carne; en Aragón son cabañeras; en Cataluña, carreradas y en Castilla, reciben el nombre de cordones, cuerdas, galianas o cabañíles, dependiendo de su tamaño.
En España, la red de cañadas reales tienen una longitud de 125.000 km de largo (comparativamente, el ferrocarril tiene 15.000) y ocupan 425.000 ha . En el conjunto de Europa más de 4 millones de ha de pastizales y terrenos agrícolas están asociados a la trashumancia.

## Fines de las vías pecuarias
Las vías pecuarias en la actualidad sirven no solo al tránsito de ganado sino también a otros fines dignos de protección. 
- AGROPECUARIOS

-	Tránsito del ganado. (Han de estar libres y expeditas)
-	Comunicaciones agrarias.
- MEDIOAMBIENTALES

-	Fomentar la biodiversidad.
-	Intercambio genético de las especies faunísticas y florísticas.
-	Movilidad territorial de la vida salvaje.
-	Mejora y diversificación del paisaje rural.
- PÚBLICOS

-	Uso público.
-	Actividades compatibles (esparcimiento ciudadano, senderismo, cicloturismo, cabalgadas etc.).

## Cañadas reales

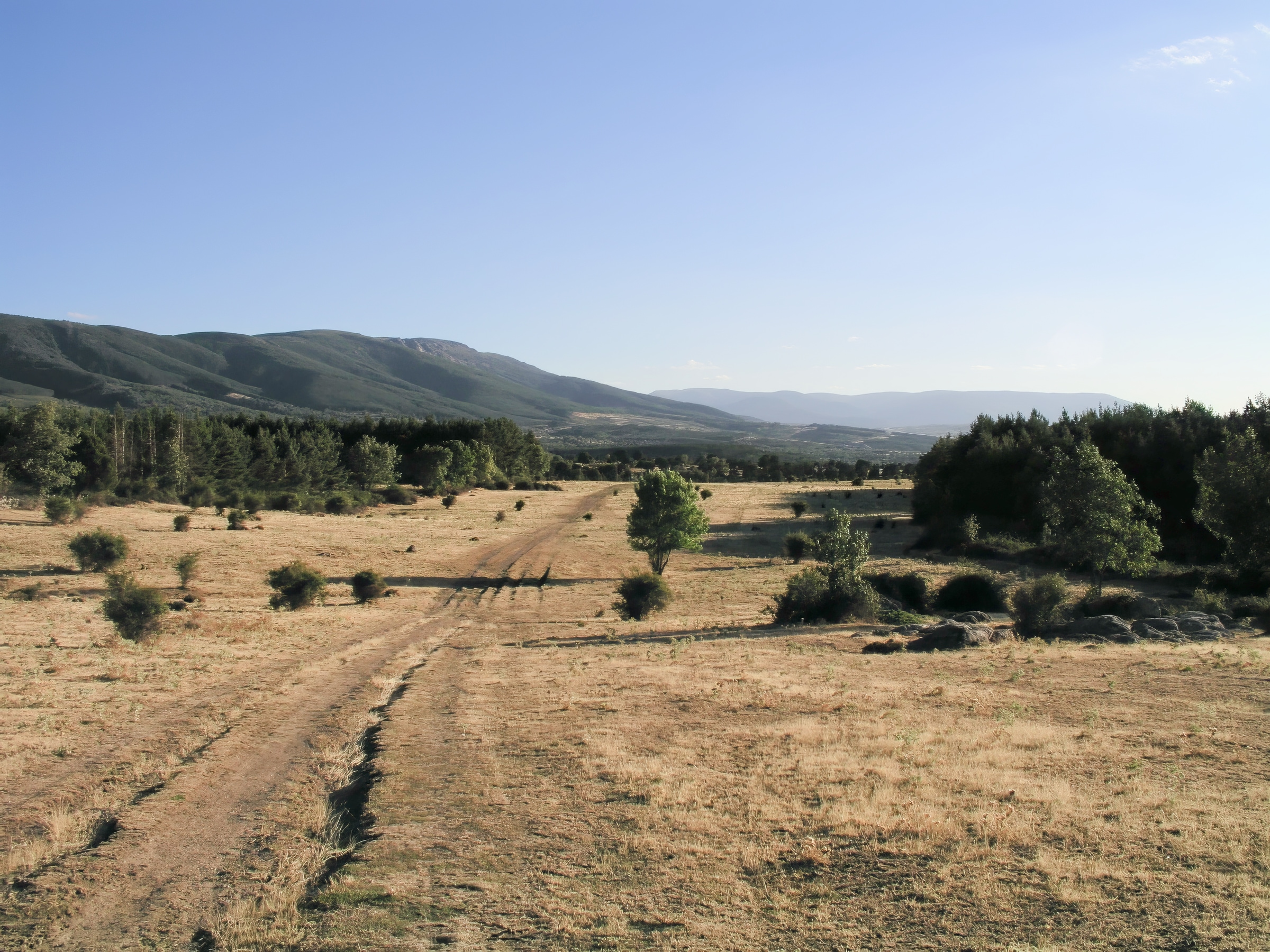
Cañada Real Soriana Occidental en Prádena (Segovia).

De las nueve cañadas reales más importantes, la denominada soriana oriental es la más larga. Nace al norte de la Soria, en Yanguas, atraviesa la provincia de Ciudad Real, y finaliza en tierras de Sevilla, después de recorrer unos 800 km.

## Dimensiones de las vías pecuarias
Desde el punto de vista legal la anchura, trazado, existencia y nombre de una vía pecuaria se efectúa en el acto administrativo de clasificación. Los márgenes que limitan las vías pecuarias son legalmente establecidos en el procedimiento administrativo de deslinde, y su materialización en el terreno, mediante hitos de naturaleza permanente (mojón), se realiza en el acto administrativo de amojonamiento.   
Anchura legal
El Código civil y la Ley 3/1995 definen la denominación y anchura máxima que puede tener una vía pecuaria. En algunos tramos puede tener anchos mayores como consecuencia de la existencia de otras superficies pecuarias adjuntas (por ejemplo descansaderos, abrevaderos), en otros casos puede tener anchos menores como consecuencia de su vida administrativa.
- Cañada: aquella vía cuya anchura no exceda de los 75 metros.
- Cordel: cuando su anchura no sobrepase los 37,50 metros.
- Vereda: las vías cuya anchura no sea superior a los 20 metros.
- Colada: su anchura se determina en el acto de la clasificación.

Estas son las anchuras legales en la actualidad, si bien hasta la Ley 22/1974 sus anchuras eran algo mayores al venir referida su equivalencia con las varas castellanas (75.22,37.71 y 20.89 m respectivamente). 
En el siglo XVIII la Vereda Mayor del Valle de Alcudia (Cañada Real Soriana Oriental) llegó a tener una anchura que oscilaba entre los 300 y 800 m en su entrada al valle.
La denominación tradicional de  "Cañada Real" a la actual Cañada proviene de tiempos de Alfonso XI quien, por la importancia que tenían las vía pecuarias en aquel tiempo para el negocio de la lana, puso las mismas bajo la protección real, proceso este que siguió con Enrique IV quien en una Real Carta coloca las principales vías pecuarias bajo su dominio directo.

## Elementos adicionales
Además de las vías pecuarias propiamente dichas, existían unos elementos adicionales que completaban y asistían a esta red de caminos ganaderos:
- Descansaderos: ensanchamiento de la vía pecuaria en donde los rebaños podían descansar o pasar la noche.
- Abrevaderos: podían ser pozos con pilones o bien se hacían coincidir con el paso de arroyos, ríos o lagunas.
- Majadas: lugar en donde los rebaños pasaban la noche.

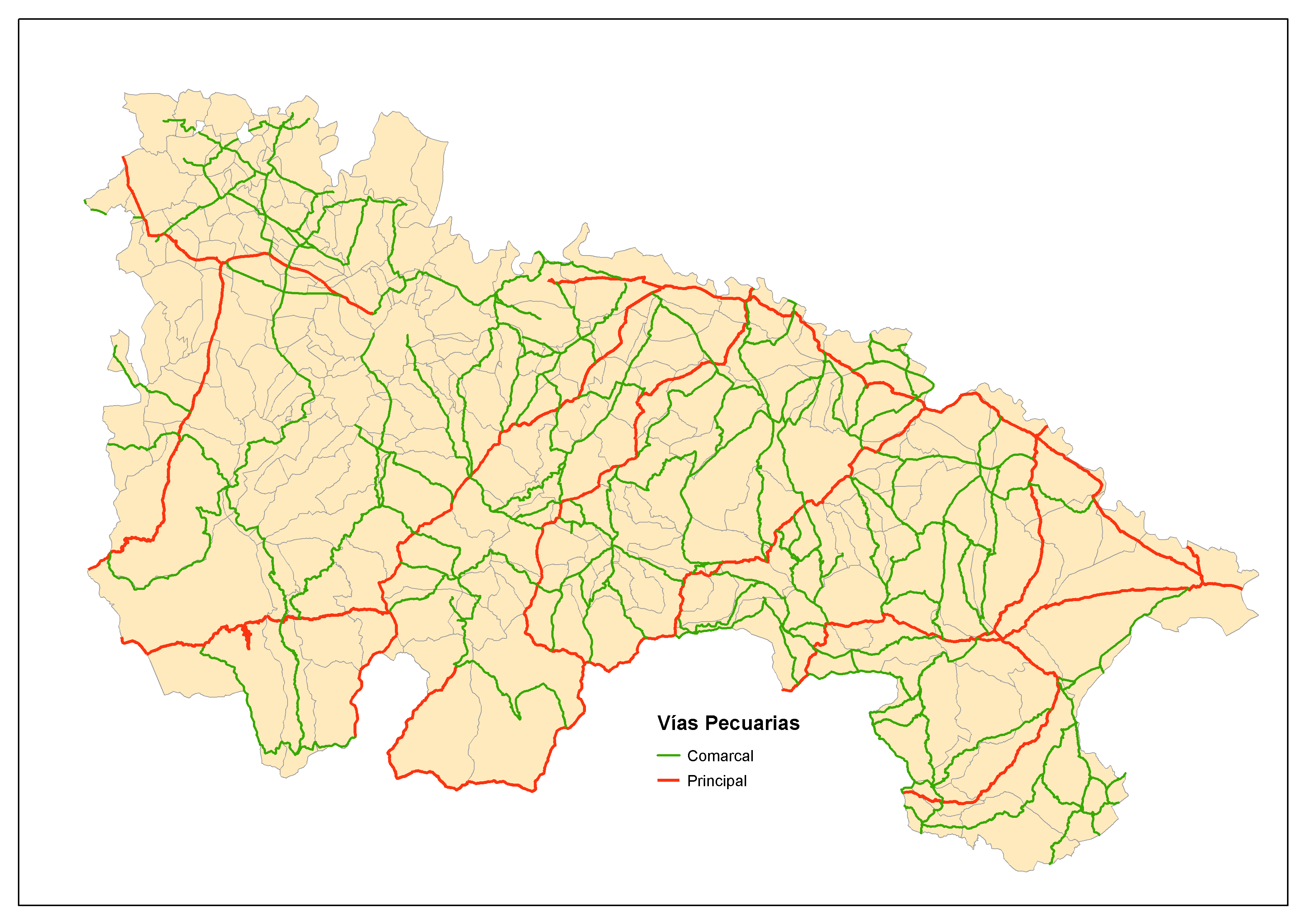
Vías pecuarias en La Rioja.

- Mojones o hitos: señalización del itinerario de las vías pecuarias.
- Puertos reales: lugares en los que se cobraban los impuestos a la corona.
- Contaderos: pasos estrechos en los que poder contar fácilmente las cabezas de ganado. Podían ser puentes o estrechamientos del camino.
- Puentes: algunos de ellos servían de contaderos.
- Chozos: viviendas de los pastores trashumantes durante su estancia en los “extremos”.
- Casas de esquileo
- Lavaderos de lana
- Sociedades ganaderas
- Ermitas mesteñas
- Ventas de trashumancia.
- Carteles indicadores de vía pecuaria.

## Vías por regiones

### Extremadura
- La Cañada Real Leonesa Occidental: une las estribaciones extremeñas de Sierra Morena (Badajoz) con el norte de León.
- La Cañada Real Leonesa Oriental: el límite sur de Extremadura (Badajoz) con los agostaderos de Riaño y los puertos del alto Esla.
- La Cañada Real Burgalesa: une las dehesas del suroeste de la provincia de Cáceres con la sierra de la Demanda, entre Burgos y La Rioja.
- La Cañada Real Soriana Occidental: une tierras oliventinas de Valverde de Leganés (Badajoz) con los pastos del Burgo de Osma y de los Cameros.
- La Cañada Real de la Plata (de la Vizana o Zamorana): une la ciudad de Trujillo (provincia de Cáceres) con los pastos de la comarca de Babia, en los puertos leoneses.
- La Cañada Real Segoviana: une Granja de Torrehermosa y La Serena (Badajoz) con las sierras burgalesas.

### Comunidad de Madrid
La Ley 8/1998, de 15 de junio de vías pecuarias de la Comunidad de Madrid (B.O.C.M. de 23 de junio de 1998), define los instrumentos reglamentarios y de planificación que permiten una gestión racional de este legado histórico.
Las Cañadas reales que discurren por la Comunidad de Madrid son:
- Cañada Real Leonesa Oriental
- Cañada Real Segoviana
- Cañada Real Galiana
- Cañada Real Soriana Oriental

### Andalucía
Tras la entrada en vigor de la Constitución de 1978, las vías pecuarias aparecen en los Estatutos de Autonomía. Concretamente, en el artículo 13.7 del aprobado en Andalucía, se atribuye a la comunidad autónoma competencia exclusiva en esta materia. (Hoy, en el artículo 57.1.b del vigente Estatuto, aprobado mediante L.O. 2/2007).
Con base en esta potestad y en el marco normativo generado tras la entrada en vigor de la Ley 3/1995, se aprueba el Decreto 155/1998, por el que se aprueba el Reglamento de Vías Pecuarias de Andalucía. Estas dos normas, junto a la Ley de Patrimonio, de aplicación supletoria, son la base legal imprescindible en la gestión del patrimonio pecuario.
La comunidad autónoma de Andalucía, en el proceso de recuperación y protección del patrimonio público, que preside la Ley estatal de vías pecuarias, ha tratado de priorizar y racionalizar el trabajo. Con este fin, se elaboró el Plan de Ordenación y Recuperación de las Vías Pecuarias de Andalucía, aprobado por Consejo de Gobierno, de 27 de marzo de 2001, publicado en BOJA N.º 74, de 30 de junio.
Andalucía cuenta con una red de vías pecuarias de, aproximadamente, 30 000 km, lo que supone un 25% del total de la red nacional. Hasta la aprobación del referido Plan de Ordenación y Recuperación, estas vías pecuarias se habían venido gestionando a demanda de las distintas Administraciones y administrados. Lo que se pretende es priorizar y racionalizar un trabajo muy extenso que se inició con el Plan citado. Se han catalogado las vías pecuarias, fijando unos niveles de prioridad y asignándoles unos usos, que dirigen a la propia Consejería de Medio Ambiente en las distintas actuaciones a acometer y que pueden marcar los criterios a la hora de decidir si estamos ante una vía pecuaria irrenunciable o no. 
Las competencias sobre vías pecuarias en Andalucía está adscrita a la Consejería de Medio Ambiente de la Junta de Andalucía.